# 59. csallóközi honvéd zászlóalj
Az 59. csallóközi honvéd zászlóalj a m. kir. honvédség önálló gyalogzászlóalja volt 1869 és 1886 között.

## Története
Az 1868. évi XLI. törvénnyel megalakult m. kir. honvédség. Egy erős, korszerű katonai erő helyett azonban ekkor egy rendfenntartó milíciának szánt szervezet jött létre, amely nélkülözte a tüzérséget, a műszaki csapatokat és a magasabb szintű katonai kötelékeket is.
Az 1869-ben megalakított 82 gyalogzászlóalj mindegyike a valóságban egy gyenge század létszámával rendelkezett, a 40 huszárszázad pedig csupán szakasz erejű volt.
A gyalogzászlóaljak egyikeként alakult meg az 59. csallóközi honvéd zászlóalj is, amelynek kiegészítési területe az udvardi, csallóközi, érsekújvári és vágsellyei járásokra, valamint Érsekújvár és Komárom városokra terjedt ki. 
Az alakulatok egy részét kisebb településeken állomásoztatták. Ebben az eljárásban tetten érhető némi bizalmatlanság az osztrák katonai vezetés részéről, mivel a csallóközi 59. honvéd zászlóaljat, valamint a nyitra-komáromi 38. honvéd lovasszázadot nem a jelentős katonai létesítményekkel rendelkező Komáromban, hanem a 14 kilométerre fekvő, alig 2000 lakosú Ógyallán helyezték el.
A zászlóalj állománya egy magántulajdonban lévő laktanyaépületben kapott helyet, amit a kincstár 12 évre bérbe vett.
Az alakulat ide helyezése kapcsán 1870-ben Ógyallán lövészegylet alakult, melynek első elnöke Králitz Dénes százados, a zászlóalj parancsnoka lett.
Az alakulat a többi honvéd zászlóaljhoz hasonlóan saját csapatzászlót kapott, amelyet 1871. augusztus 21-én szenteltek fel Komáromban. Zászlóanyának gróf Nádasdy Ferenc (1842–1904), Komárom vármegye örökös főispánjának nejét, zichi és vásonkeöi Zichy Ilona grófnőt (1849–1873) kérték fel. A ceremónián Borbély Kornél pannonhalmi bencés pap, Vályi Pál perbetei református esperes, Molnár Gábor komáromi evangélikus esperes, Schnitzer Ármin komáromi rabbi mondott beszédet. Mivel a honvédségnek ekkor még nem voltak zenekarai, az ünnepségen a komáromi cs. kir. 12. gyalogezred zenekara működött közre Anton Seifert (1826–1873) karmester vezényletével. Sajnos sem a zászló, sem a szenteléskor a zászlóanya által adományozott zászlószalag nem maradt fenn. Utóbbiról csupán annyi tudható, hogy jelmondatként Petőfi Nemzeti Dalának első sora (Talpra magyar, hí a haza!) szerepelt rajta. A szalag szövegének másik fele minden bizonnyal a zászlóanya és az alakulat nevét tartalmazta.
1886-ban a honvédség gyalogságát átszervezték, az önálló zászlóaljakat úgynevezett féldandárokba vonták össze (ezeket 1890-től ezredeknek nevezték). Háború esetén az 59. gyalogzászlóalj a pozsonyi 13. féldandár alárendeltségébe került volna, ezt a szervezési formát most békeidőre alkalmazták. Innentől az alakulat a pozsonyi 13. féldandár 3. (csallóközi) zászlóalja lett. A zászlóalj parancsnokát, Reviczky Károly alezredest a 15. féldandár élére nevezték ki, utódja (ideiglenesen) Szmrecsányi Károly százados lett.
Az alakulat állomáshelye 1890-ig Ógyalla maradt, ekkor Pozsonyba helyezték át.

## Parancsnokok
A felsorolt tisztek a zászlóaljparancsnokként viselt legmagasabb rendfokozatukkal szerepelnek.
- 1869–1870 bibithi Horváth Pál (1823–1877) őrnagy
- 1870–1872 Králitz Dénes (1830–1879) őrnagy
- 1872–1876 Udvardy Péter (1827–1903) őrnagy[3]
- 1876–1879 czabai (csabai) Horváth Béla (1834–1889) őrnagy
- 1879–1886 revisnyei Reviczky Károly (1841–1903) alezredes
- 1886 (ideiglenesen) Szmrecsányi Károly (1849–1894) százados